# Escaro
Escaro település Franciaországban, Pyrénées-Orientales megyében. Lakosainak száma 127 fő (2022. január 1.). Escaro Serdinya, Fuilla, Sahorre, Nyer és Souanyas községekkel határos.

## Földrajz

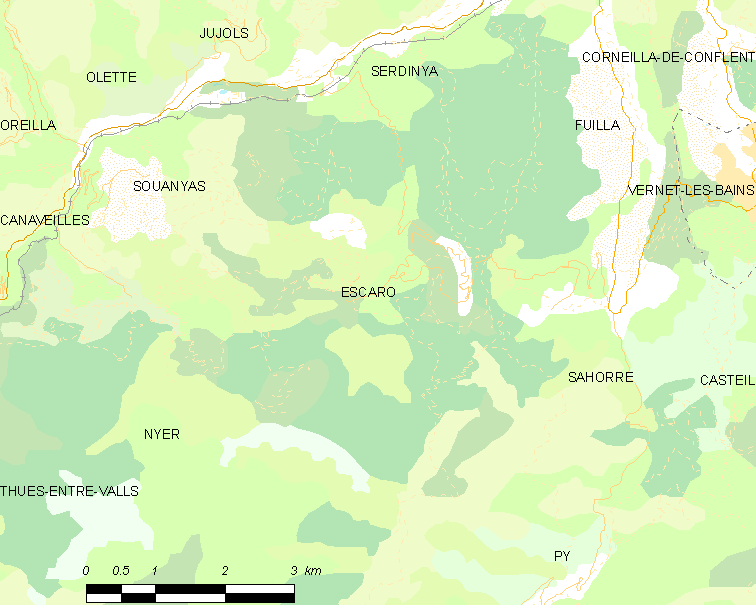
Escaro és környéke

## Népesség
A település népességének változása:
| Lakosok száma | 121  | 114  | 110  | 106  | 107  | 108  | 111  | 119  | 127  |
|               | 2013 | 2015 | 2016 | 2017 | 2018 | 2019 | 2020 | 2021 | 2022 |